# Rudolf Kempe

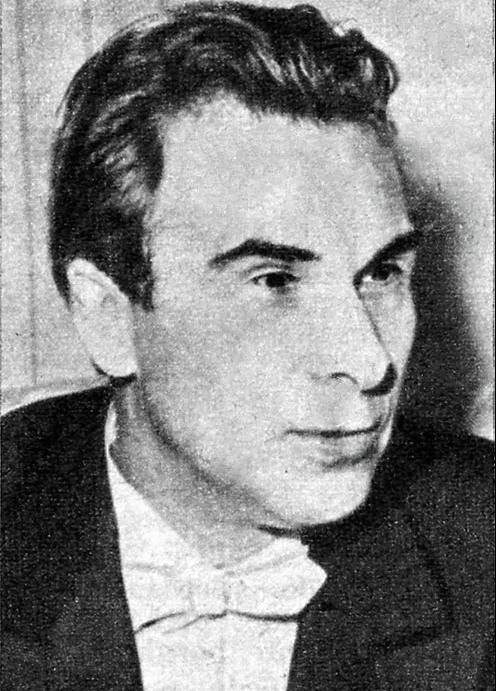
Rudolf Kempe (1961)

Rudolf Kempe (* 14. Juni 1910 in Dresden; † 12. Mai 1976 in Zürich) war ein deutscher Dirigent und Generalmusikdirektor.
Er galt als Spezialist des spätromantischen deutsch-österreichischen Repertoires, insbesondere Richard Wagners, Anton Bruckners, Johannes Brahms’ und Richard Strauss’.

## Leben und Wirken
Kempe studierte an der Orchesterschule in Dresden und begann 1928 als Oboist in Dortmund. Von 1929 bis 1936 war er am Leipziger Gewandhausorchester erster Oboist (u. a. unter Bruno Walter) sowie Mitglied des Gewandhaus-Bläserquintetts. In Leipzig begann er mit 27 Jahren seine Dirigentenlaufbahn an der dortigen Oper. Von 1945 bis 1948 wirkte er als Generalmusikdirektor in Chemnitz. 1949 wurde er Dresdner Generalmusikdirektor, ab 1951 auch Leiter der dortigen Sächsischen Staatsoper. Von 1952 bis 1954 war er als Nachfolger Georg Soltis GMD der Bayerischen Staatsoper in München, von 1961 bis 1974 Chefdirigent des Royal Philharmonic Orchestra London und, teilweise gleichzeitig, von 1965 bis 1973 auch Chefdirigent des Tonhalle-Orchesters Zürich sowie ab 1967 Generalmusikdirektor der Münchner Philharmoniker.
Kempe war in dieser Zeit einer der weltweit gefragtesten Dirigenten (New York, Buenos Aires, Mailand, Wien, Salzburg); von 1960 bis 1964 dirigierte Kempe bei den Bayreuther Festspielen Richard Wagners Ring des Nibelungen unter der Regie von Wolfgang Wagner.
Kempes frühzeitiger Tod 1976, der einem Leberleiden geschuldet war, verhinderte eine längere Zusammenarbeit mit dem BBC Symphony Orchestra in London, wo er im selben Jahr zum Chefdirigenten ernannt worden war, und mit den Münchner Philharmonikern, denen er damals seit neun Jahren vorstand. Sein Nachfolger in München wurde Sergiu Celibidache.
Kempe wurde auf dem Bogenhausener Friedhof in München beigesetzt. Die Urne wurde im März 2007 nach Stratford-upon-Avon zu seiner Witwe Cordula Kempe verbracht, die dort in der Rudolf Kempe Society tätig ist. Der Grabstein wurde entfernt. Cordula Kempe (1942–2024) war des Dirigenten dritte Ehefrau. Kempes erste Ehefrau war Edith Fischer, die er in Chemnitz kennenlernte und mit der er die Tochter Ina hatte. Seine zweite Ehefrau war die Sopranistin Elisabeth Lindermeier, die Kempe als Ensemblemitglied der Staatsoper in München kennenlernte und mit der er zwei Töchter hatte. Cordula Kempe, die den Nachlass ihres verstorbenen Mannes 2020 an die Semperoper Dresden übergab, war Geigerin.
Rudolf Kempe war ein selbstbeherrschter Dirigent, der sein großes technisches Können ganz in den Dienst der Orchester, der Musiker und Sänger stellte. Er sah und erlebte Musik weniger als publikumswirksame Veranstaltung, sondern eher aus der Perspektive der gemeinsam Musizierenden. Daher war er auch ein Anhänger des Ensembletheaters. Seine klare Zeichengebung unterstützte seinen strukturalistischen Interpretationsstil, den man gut daran erkennen kann, dass er gerade in den großen spätromantischen Partituren die kammermusikalischen Qualitäten, die Nebenstimmen und die feinen Klangschattierungen hörbar machte.
Der Dirigent hat mit vielen Orchestern und Opernhäusern, darunter der Wiener Staatsoper (Wiener Philharmoniker), den Berliner Philharmonikern, der Semperoper und der Staatskapelle Dresden, den Bamberger Symphonikern, den Münchner Philharmonikern, dem Symphonieorchester des Bayerischen Rundfunks, dem BBC Symphony Orchestra, dem Royal Philharmonic Orchestra, dem London Symphony Orchestra und der Metropolitan Opera New York Tonaufnahmen mit Werken von Richard Wagner (darunter der vollständige Ring des Nibelungen), Richard Strauss, Antonín Dvořák, Anton Bruckner, Johannes Brahms, Ludwig van Beethoven und anderen Komponisten gemacht, die eine wichtige Epoche deutscher Musikkultur dokumentieren und bis heute standardgebend geblieben sind.
In der Tageszeitung Dresdner Neueste Nachrichten wurde Kempe im Jahre 2000 zu einem der „100 Dresdner des 20. Jahrhunderts“ gewählt.

## Arbeitsweise
Er war in der Zusammenarbeit ein ausgesprochener „Teamworker“ und nahm auch den Rat von Kollegen an. Hans Rudolf Zöbeley (1931–2007) leitete während Kempes Münchner Amtszeit den Philharmonischen Chor. Er berichtete seinen Studenten am Richard-Strauss-Konservatorium in den 1970er Jahren folgende – sehr bezeichnende – Begebenheit:

„Neulich habe ich für Kempe die Glagolitische Messe von Leoš Janáček einstudiert. Das Stück ist voller Wechseltakte (⅝, ⅞) und so weiter. Sehr unangenehm für den Chor. Jedenfalls, in der ersten Probe mit Kempe, der sogenannten ‚Abnahme‘ lief andauernd einiges immer wieder schief. Daraufhin habe ich Kempe gesagt: ‚Herr Kempe, hier habe ich den Fünfer so geschlagen, hier den Siebener so, und so weiter.‘ Darauf hin hat er mir nett geantwortet: ‚Gut, dass Sie das sagen. Machen wir jetzt eine kleine Pause, zeigen Sie mir wie Sie es gemacht haben – und dann übernehme ich das. Ich kann mich leicht umstellen, der Chor aber nicht.‘
Man machte eine kleine Pause; Kempe besprach sich mit Zöbeley, übernahm dessen Einstudierung, und die Probe ging ohne ‚dicke Luft‘ weiter. Zöbeley bemerkte im Anschluss zu den Studenten noch folgendes: ‚Das hätte ich mal bei Fritz Rieger oder Rafael Kubelík sagen sollen! Die hätten mich sicher angeschnauzt: „Wollen Sie mir jetzt noch Dirigierunterricht geben!“ Das war eben Kempe, und so sollten Sie, meine jungen Herren Dirigenten auch sein. Immer den guten Rat erfahrener Kollegen annehmen.‘“

## Auswahldiskografie
- Johannes Brahms: Ein deutsches Requiem; Elisabeth Grümmer, Dietrich Fischer-Dieskau, Chor der St.-Hedwigs-Kathedrale, Berlin, Berliner Philharmoniker – 1956 (EMI)
- Anton Bruckner: Sinfonie Nr. 5; Münchner Philharmoniker – 1976 (BASF, Acanta, Carinco)
- Leoš Janáček: Glagolitische Messe; Versch. Solisten, Chor des Brighton-Festivals, Royal Philharmonic Orchestra – 1973 (Decca)
- Robert Schumann: Klavierkonzert; Nelson Freire, Münchner Philharmoniker – 1968 (CBS/Parnass, Sony)
- Richard Strauss: Sämtliche Tondichtungen und Instrumentalkonzerte; Versch. Solisten, Staatskapelle Dresden – 1973–76 (VEB Deutsche Schallplatten, EMI, Warner Classics)
- Richard Wagner: Lohengrin; Jess Thomas, Gottlob Frick, Elisabeth Grümmer, Dietrich Fischer-Dieskau, Christa Ludwig, Otto Wiener, Chor der Wiener Staatsoper, Wiener Philharmoniker – 1964 (EMI)